# خرافة السنوات الثلاث الأولى (كتاب)
خرافة السنوات الثلاث الأولى هو كتاب ألفه «جون بروير» يتناول ما يحدث في دماغ الطفل خلال السنوات الثلاث الأولى للأطفال من الناحية العصبية.

## خلاصة الكتاب
خلال السنوات الثلاث الأولى من الحياة في الجنس البشري، هناك فترة من تشكيل سريع للمشبكات التي تربط الخلايا العصبية لتشكل دوائر عمل. هذا الوقت من تشكيل المشبكات السريع هو «فترة نمو المخ الحرجة». على الرغم من أن الدماغ يتابع تطوره بعد هذا الفترة، فإنه يفعل ذلك عن طريق فقدان أو القضاء على المشبكات العصبية، وليس من خلال تشكيل مشبكات جديدة. فخلال هذه الفترة الحرجة تكون بيئات التخصيب وزيادة التحفيز لها أكبر أثر على نمو المخ. وهكذا، فإن السنوات الثلاث الأولى تعتبر فرصة محددة بيولوجية للأباء لتحفيز الخبرات المناسبة لتساعد الأطفال على تنمية أفضل العقول.

### الحزم الثلاثة
كشف بروير في كتابه ثلاث حزم مترابطة تساعد على فهم نظريته.
أولا، يظهر بروير أن التعلم لا يخضع لقيود فترة حرجة، ولا يقتصر على نوافذ الفرصة التي قد تغلق.
ثانيا، الاكتشافات الأكثر إثارة في علم الأعصاب هي أن المخ يتطور طوال فترة الحياة ويتأثر باستمرار ببنية الدماغ حسب الخبرة. وعلماء الأعصاب كانوا يعتقدون أن الخلايا العصبية المفقودة لا يمكن أن تتجدد، إلا أنه تبين أنه في بعض الأحيان يمكنك إحيائها وأدمغتنا تحفظ القدرة على التعلم طوال حياتنا.
ثالثا، الرضع الذين يعرضون لحرمان معرفي مطول يعانون بالفعل فكريا. لكن يمكن على المدى الطويل التعافي. ولكن لا يوجد طريقة صحيحة وحيدة لتحفيز طفل من أجل إنتاج الفعالية العقلية القصوى.

### الخلاصة
يمكن أن نستخدم علم الدماغ لنيجادل انه من المهم إعطاء الأطفال بداية جيدة، لكن البداية الجيدة وحدها ليست كافية بحد ذاتها. ولكن التعليم والتطوير على مدى الحياة مطلوبة أيضا.